# Afrikai becsapódási kráterek listája
| név                          | hely                    | átmérő (km) | kor (millió év) | koordináták                                                            |
| ---------------------------- | ----------------------- | ----------- | --------------- | ---------------------------------------------------------------------- |
| Amguid                       | Algéria                 | 0,45        | < 0,1           | é. sz. 26° 05′ 00″, k. h. 4° 24′ 00″26.083333°N 4.400000°EAmguid       |
| Aorounga                     | Csád                    | 12,6        | < 345           | é. sz. 19° 06′ 00″, k. h. 19° 15′ 00″19.100000°N 19.250000°EAorounga   |
| Aouelloul                    | Mauritánia              | 0,39        | 3,0 ± 0,3       | é. sz. 20° 15′ 00″, ny. h. 12° 41′ 00″20.250000°N 12.683333°WAouelloul |
| Arkenu 1                     | Líbia                   | 6,8         | < 140           | é. sz. 22° 06′ 00″, k. h. 23° 48′ 00″22.100000°N 23.800000°EArkenu 1   |
| Arkenu 2                     | Líbia                   | 10          | < 140           | é. sz. 22° 03′ 00″, k. h. 23° 43′ 00″22.050000°N 23.716667°EArkenu 2   |
| BP-szerkezet                 | Líbia                   | 2           | < 120           | é. sz. 25° 19′ 00″, k. h. 24° 19′ 00″25.316667°N 24.316667°EBP         |
| Bosumtwi                     | Ghána                   | 10,5        | 1,07            | é. sz. 6° 30′ 00″, ny. h. 1° 25′ 00″6.500000°N 1.416667°WBosumtwi      |
| Gweni-Fada                   | Csád                    | 14          | < 345           | é. sz. 17° 25′ 00″, k. h. 21° 45′ 00″17.416667°N 21.750000°EGweni-Fada |
| Kalkkop                      | Dél-afrikai Köztársaság | 0,64        | 0,25            | d. sz. 32° 43′ 00″, k. h. 24° 26′ 00″32.716667°S 24.433333°EKalkkop    |
| Kamil                        | Egyiptom                | 0,045       | < 0,002         | é. sz. 22° 01′ 06″, k. h. 26° 05′ 15″22.018333°N 26.087500°EKamil      |
| Kgagodi                      | Botswana                | 3,5         | < 180           | d. sz. 22° 29′ 00″, k. h. 27° 35′ 00″22.483333°S 27.583333°EKgagodi    |
| Morokweng                    | Dél-afrikai Köztársaság | 70          | 145,0 ± 0,8     | d. sz. 26° 28′ 00″, k. h. 23° 32′ 00″26.466667°S 23.533333°EMorokweng  |
| Oasis                        | Líbia                   | 18          | < 120           | é. sz. 24° 35′ 00″, k. h. 24° 24′ 00″24.583333°N 24.400000°EOasis      |
| Ouarkziz                     | Algéria                 | 3,5         | < 70            | é. sz. 29° 00′ 00″, ny. h. 7° 33′ 00″29.000000°N 7.550000°WOuarkziz    |
| Roter Kamm                   | Namíbia                 | 2,5         | 3,7 ± 0,3       | d. sz. 27° 46′ 00″, k. h. 16° 18′ 00″27.766667°S 16.300000°ERoter Kamm |
| Talemzane                    | Algéria                 | 1,75        | < 3             | é. sz. 33° 19′ 00″, k. h. 4° 02′ 00″33.316667°N 4.033333°ETalemzane    |
| Tenoumer                     | Mauritánia              | 1,9         | 0,0214 ± 0,0097 | é. sz. 22° 55′ 00″, ny. h. 10° 24′ 00″22.916667°N 10.400000°WTenoumer  |
| Tin Bider                    | Algéria                 | 6           | < 70            | é. sz. 27° 36′ 00″, k. h. 5° 07′ 00″27.600000°N 5.116667°ETin Bider    |
| Tswaing                      | Dél-afrikai Köztársaság | 1,13        | 0,220 ± 0,052   | d. sz. 25° 24′ 30″, k. h. 28° 04′ 58″25.408333°S 28.082778°ETswaing    |
| Vredefort                    | Dél-afrikai Köztársaság | 300         | 2023 ± 4        | d. sz. 27° 00′ 00″, k. h. 27° 30′ 00″27.000000°S 27.500000°EVredefort  |
| bizonytalan                  |                         |             |                 |                                                                        |
| Kebira                       | Egyiptom                | 31          | 100             | é. sz. 24° 40′ 00″, k. h. 24° 58′ 00″24.666667°N 24.966667°EKebira     |
| Temimichat                   | Mauritánia              | 0,75        | ismeretlen      | é. sz. 24° 15′ 00″, ny. h. 9° 39′ 00″24.250000°N 9.650000°WTemimichat  |
| Wembo-Nyama gyűrűs szerkezet | Kongó DK                | 36–46       | 60              | d. sz. 3° 37′ 52″, k. h. 24° 31′ 07″3.631111°S 24.518611°EWembo-Nyama  |
| név                          | hely                    | átmérő (km) | kor (millió év) | koordináták                                                            |

## Lásd még
Becsapódási kráterek listája